# Darqawiyya

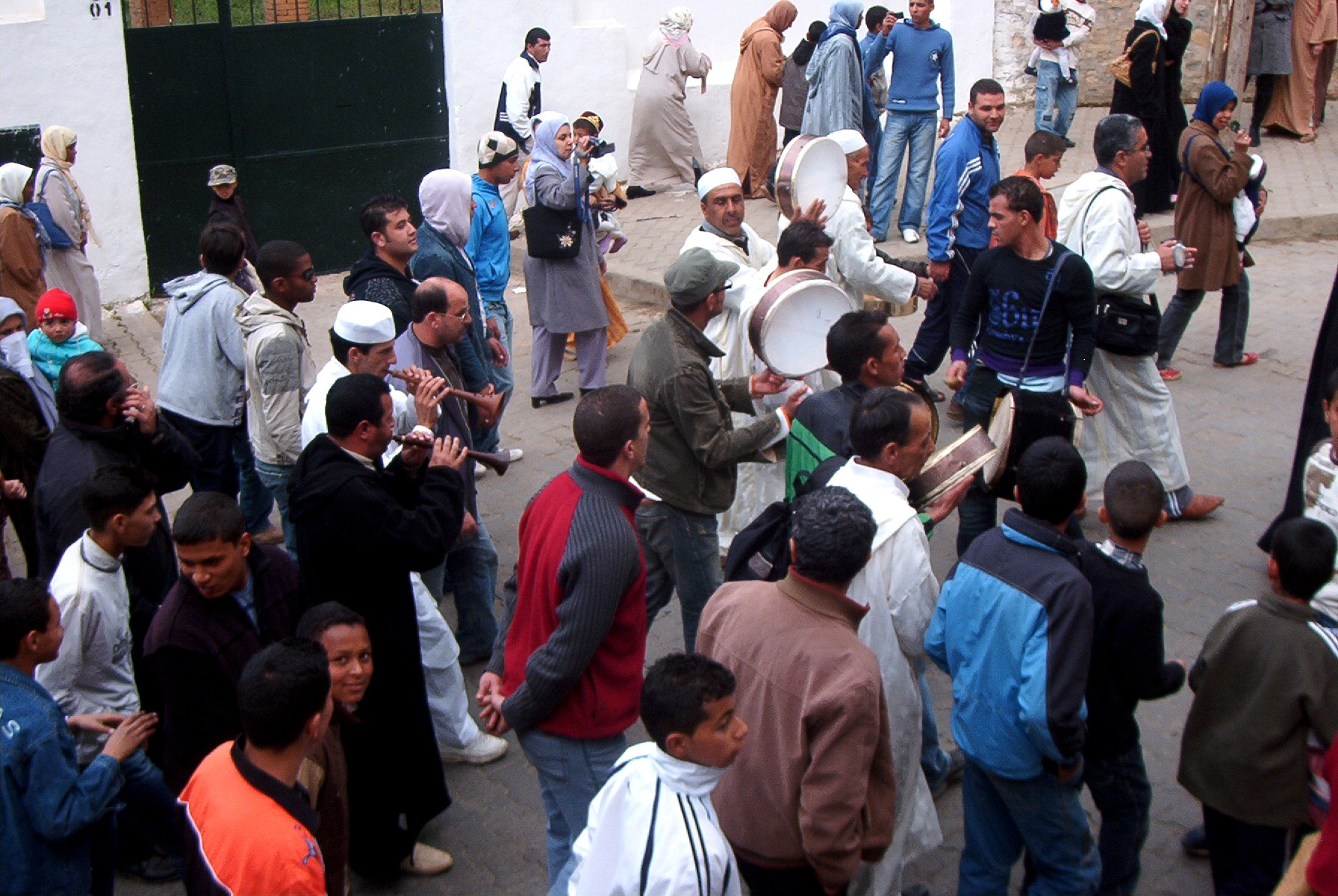
Prozession in den Straßen von Tlemcen am Tag des Maulid an-Nabī

Darqawiyya (arabisch درقاوية, DMG Darqāwīya) ist ein im 18. Jahrhundert gegründeter Zweig des islamischen Sufiordens (Tariqa) Schadhiliyya, der auf Muhammad al-Arabi ad-Darqawi (gest. 1823) zurückgeht bzw. auf die Lehren seines Scheichs Sidi Ali al-Dschamal (gest. 1779–1780).
Er konzentriert sich auf die Entsagung von der Welt und eine Rückkehr auf die wahren Lehren des Tasawwuf. Weltliche Macht und Reichtum werden verachtet, die Rückkehr zum „reinen Sufismus“ propagiert. Der Sufi-Orden hat verschiedene Zweige und ist hauptsächlich im Maghreb (Marokko, Algerien), in Ägypten und im Hedschas verbreitet. Er spielte eine politische Rolle in der Opposition gegen die Türken und später die Franzosen.
In dem Werk über die muslimischen Bruderschaften von Depont & Coppolani aus der Zeit der französischen Generalgouverneure von Algerien wird darauf hingewiesen, dass der Orden seit seiner Gründung bei allen Aufstandsbewegungen in Marokko und Algerien seine Hand im Spiel hatte, seine Mitglieder werden darin als „hartnäckige Sektierer, Männer in Lumpen, Puritaner des Islams und von feurigen Predigten fanatisierte Derwische“ beschrieben.
Mitglieder dieses Sufiordens waren unter anderem Ahmad ibn 'Adschiba (1747–1809) und Messali Hadj (1898–1974).
Der Alawiyya-Sufiorden von Ahmad al-Alawi (1874–1934) ist aus dem Darqawiyya-Orden hervorgegangen, ebenso in neuerer Zeit die Murabitun-Bewegung von Abdalqadir as-Sufi (Ian Dallas).